# Karkelo
Karkelo è il sesto studio album del gruppo musicale finlandese Korpiklaani. Il titolo significa "danze", "balli" in finlandese.

## Produzione
La band ha iniziato le registrazioni nel febbraio 2009, mentre la data d'uscita è stata fissata nel 26 giugno. La registrazione della batteria è avvenuta nel Petrax Studio di Hollola mentre il resto degli strumenti sono stati incisi nei Grooveland Recording Studio di Lahti, città di cui i Korpiklaani sono originari. Per promuovere l'uscita dell'album, la band ha intrapreso il primo tour negli Stati Uniti, in aprile e maggio.
Tre versioni del singolo Vodka sono state pubblicate in maggio, in anticipo rispetto alla data d'uscita dell'album. La traccia bonus del singolo è Juodaan Viinaa.

## Tracce[4]
1. Vodka - 3:00
2. Erämaan ärjyt - 2:56
3. Isku pitkästä ilosta - 4:11
4. Mettänpeiton valtiaalle - 6:41
5. Juodaan viinaa - 3:15
6. Uniaika - 4:22
7. Kultanainen - 6:16
8. Bring Us Pints of Beer - 2:49
9. Huppiaan aarre - 5:12
10. Könnin kuokkamies (digipack bonus track) - 3:04
11. Vesaisen sota - 3:40
12. Sulasilmä - 5:37
13. Kohmelo - 3:28